# Theora mesopotamica
Theora mesopotamica is een tweekleppigensoort uit de familie van de Semelidae. De wetenschappelijke naam van de soort werd in 1918 gepubliceerd door Nelson Annandale.

## Synoniemen
- Abra cadabra Eames & Wilkins, 1957